# Ecuador az 1968. évi nyári olimpiai játékokon
Ecuador a mexikói Mexikóvárosban megrendezett 1968. évi nyári olimpiai játékok egyik részt vevő nemzete volt. Az országot az olimpián 6 sportágban 15 sportoló képviselte, akik érmet nem szereztek.

## Atlétika
Férfi
| Versenyző         | Versenyszám | Döntő   | Döntő    |
| Versenyző         | Versenyszám | Idő     | Helyezés |
| ----------------- | ----------- | ------- | -------- |
| Gustavo Gutiérrez | Maraton     | 3:03:07 | 53.      |

## Birkózás
Szabadfogású
| Versenyző    | Versenyszám | 1. forduló                               | 2. forduló                          | 3. forduló        | 4. forduló        | 5. forduló        | 6. forduló        | 7. forduló        | Döntő             | Helyezés    |
| Versenyző    | Versenyszám | Ellenfél Eredmény                        | Ellenfél Eredmény                   | Ellenfél Eredmény | Ellenfél Eredmény | Ellenfél Eredmény | Ellenfél Eredmény | Ellenfél Eredmény | Ellenfél Eredmény | Helyezés    |
| ------------ | ----------- | ---------------------------------------- | ----------------------------------- | ----------------- | ----------------- | ----------------- | ----------------- | ----------------- | ----------------- | ----------- |
| César Solari | 52 kg       | Pétrosz Triandafilídisz (GRE) · kizárták | Mohammad Ghorbani (IRI) · kétvállas | kiesett           | kiesett           | kiesett           | kiesett           | kiesett           | kiesett           | helyezetlen |
| Marco Terán  | 57 kg       | Uetake Jódzsiró (JPN) · kétvállas        | Zbigniew Żedzicki (POL) · kétvállas | kiesett           | kiesett           | kiesett           | kiesett           |                   | kiesett           | helyezetlen |

## Kerékpározás

### Országúti kerékpározás
| Versenyző                                            | Versenyszám     | Idő              | Helyezés      |
| ---------------------------------------------------- | --------------- | ---------------- | ------------- |
| Noé Medina                                           | Mezőnyverseny   | nem ért célba    | nem ért célba |
| Victor Morales                                       | Mezőnyverseny   | nem ért célba    | nem ért célba |
| Arnulfo Pozo                                         | Mezőnyverseny   | nem ért célba    | nem ért célba |
| Hipólito Pozo                                        | Mezőnyverseny   | nem ért célba    | nem ért célba |
| Noé Medina Victor Morales Arnulfo Pozo Hipólito Pozo | Csapat időfutam | 2:25:15 (+17:26) | 22.           |

## Ökölvívás
| Versenyző        | Versenyszám  | Selejtező         | 32-es főtábla                    | Nyolcaddöntő      | Negyeddöntő       | Elődöntő          | Döntő             | Helyezés |
| Versenyző        | Versenyszám  | Ellenfél Eredmény | Ellenfél Eredmény                | Ellenfél Eredmény | Ellenfél Eredmény | Ellenfél Eredmény | Ellenfél Eredmény | Helyezés |
| ---------------- | ------------ | ----------------- | -------------------------------- | ----------------- | ----------------- | ----------------- | ----------------- | -------- |
| Rafael Anchundia | Harmatsúly   | erőnyerő          | Valerian Szokolov (URS) · 2-3    | kiesett           | kiesett           | kiesett           | kiesett           | 17.      |
| Samuel Valencia  | Kisváltósúly | erőnyerő          | Ljubinko Veselinović (YUG) · 2-3 | kiesett           | kiesett           | kiesett           | kiesett           | 17.      |

## Torna
Férfi
| Versenyző      | Versenyszám      | Selejtező | Selejtező | Döntő    | Döntő    |
| Versenyző      | Versenyszám      | Pontszám  | Helyezés  | Pontszám | Helyezés |
| -------------- | ---------------- | --------- | --------- | -------- | -------- |
| Sergio Luna    | Talaj            | 15,05     | 111.      | kiesett  | kiesett  |
| Sergio Luna    | Ugrás            | 17,05     | 106.      | kiesett  | kiesett  |
| Sergio Luna    | Korlát           | 16,65     | 105.      | kiesett  | kiesett  |
| Sergio Luna    | Nyújtó           | 16,60     | 106.      | kiesett  | kiesett  |
| Sergio Luna    | Gyűrű            | 16,70     | 91.       | kiesett  | kiesett  |
| Sergio Luna    | Lólengés         | 11,25     | 111.      | kiesett  | kiesett  |
| Sergio Luna    | Egyéni összetett |           |           | 93,30    | 110.     |
| Eduardo Najera | Talaj            | 15,20     | 110.      | kiesett  | kiesett  |
| Eduardo Najera | Ugrás            | 8,05      | 116.      | kiesett  | kiesett  |
| Eduardo Najera | Korlát           | 12,70     | 114.      | kiesett  | kiesett  |
| Eduardo Najera | Nyújtó           | 12,75     | 112.      | kiesett  | kiesett  |
| Eduardo Najera | Gyűrű            | 13,85     | 111.      | kiesett  | kiesett  |
| Eduardo Najera | Lólengés         | 7,50      | 114.      | kiesett  | kiesett  |
| Eduardo Najera | Egyéni összetett |           |           | 70,05    | 114.     |
| Pedro Rendón   | Talaj            | 13,75     | 112.      | kiesett  | kiesett  |
| Pedro Rendón   | Ugrás            | 13,90     | 112.      | kiesett  | kiesett  |
| Pedro Rendón   | Korlát           | 13,25     | 113.      | kiesett  | kiesett  |
| Pedro Rendón   | Nyújtó           | 8,15      | 115.      | kiesett  | kiesett  |
| Pedro Rendón   | Gyűrű            | 12,45     | 114.      | kiesett  | kiesett  |
| Pedro Rendón   | Lólengés         | 9,30      | 113.      | kiesett  | kiesett  |
| Pedro Rendón   | Egyéni összetett |           |           | 70,80    | 113.     |

## Úszás
Férfi
| Versenyző         | Versenyszám    | Előfutam | Előfutam | Előfutam | Elődöntő | Elődöntő | Elődöntő | Döntő   | Döntő    |
| Versenyző         | Versenyszám    | Idő      | Hely.    | Össz.    | Idő      | Hely.    | Össz.    | Idő     | Helyezés |
| ----------------- | -------------- | -------- | -------- | -------- | -------- | -------- | -------- | ------- | -------- |
| Fernando González | 100 m gyors    | 58,6     | 7.       | 50.*     | kiesett  | kiesett  | kiesett  | kiesett | kiesett  |
| Fernando González | 200 m gyors    | 2:07,3   | 5.       | 37.      |          |          |          | kiesett | kiesett  |
| Fernando González | 400 m gyors    | 4:35,3   | 4.       | 26.      |          |          |          | kiesett | kiesett  |
| Eduardo Orejuela  | 100 m pillangó | 1:00,9   | 4.       | 27.*     | kiesett  | kiesett  | kiesett  | kiesett | kiesett  |
| Eduardo Orejuela  | 200 m pillangó | 2:23,4   | 5.       | 26.*     |          |          |          | kiesett | kiesett  |

Női
| Versenyző       | Versenyszám | Előfutam | Előfutam | Előfutam | Elődöntő | Elődöntő | Elődöntő | Döntő   | Döntő    |
| Versenyző       | Versenyszám | Idő      | Hely.    | Össz.    | Idő      | Hely.    | Össz.    | Idő     | Helyezés |
| --------------- | ----------- | -------- | -------- | -------- | -------- | -------- | -------- | ------- | -------- |
| Tamara Orejuela | 100 m mell  | 1:26,8   | 6.       | 30.      | kiesett  | kiesett  | kiesett  | kiesett | kiesett  |
| Tamara Orejuela | 200 m mell  | 3:08,5   | 5.       | 29.      |          |          |          | kiesett | kiesett  |

* - egy másik versenyzővel azonos időt ért el